# Tripanurga argyrocephala
Tripanurga argyrocephala är en tvåvingeart som först beskrevs av Macquart 1846.  Tripanurga argyrocephala ingår i släktet Tripanurga och familjen köttflugor.
Artens utbredningsområde är Texas. Inga underarter finns listade i Catalogue of Life.